# Margarita Breitkreiz
Margarita Breitkreiz (* 7. Januar 1980 in Omsk, Russische SFSR, Sowjetunion) ist eine deutsche Schauspielerin russlanddeutscher Herkunft.

## Biografie
Nach der Wende kam sie mit ihren Eltern und einem Bruder 1994 nach Deutschland. Im Jahr 2006 schloss sie ihr Schauspielstudium an der Hochschule für Schauspielkunst „Ernst Busch“ in Berlin ab, wo sie bis heute wohnt. Sie ist Mutter von zwei Kindern.
Margarita Breitkreiz war bis 2017 festes Ensemblemitglied der Volksbühne Berlin. Seit 2021 ist die dort wieder regelmäßig zu sehen. Sie arbeitet seit 2002 mit Frank Castorf zusammen. 2021 spielte sie die Rolle der Cornelia in Fabian im Berliner Ensemble. 2023 stand sie für Sobo Swobodnik in dem Kinoprojekt Geschlechterkampf vor der Kamera, in dessen Kinofilm Klassenkampf sie bereits die Hauptrolle spielte. Sie schrieb gemeinsam mit Swobodnik das Drehbuch zu dem Film.
Als Teil des Künstlerkollektivs ClaudeHilde entwickelte sie 2023 zusammen mit Julia Thurnau die soziale Skulptur „Artist at Work“.
Neben Episodenhauptrollen in den Rosenheim-Cops, Polizeiruf 110, der RTL-Krimiserie Abschnitt 40 und den Tatort-Folgen Unbestechlich und Das Mädchen Galina ist auf weitere Rollen in Kurzfilmen zu verweisen, z. B. in Weggang (Regie: Clemens von Wedemeyer) und Russische Frauen tragen gerne kurze Röcke. Im Film Marija von Michael Koch spielte sie 2016 die titelgebende Hauptrolle und wurde für ihre Interpretation mehrfach ausgezeichnet.

## Filmografie (Auswahl)

### Kino
- 2001: 99euro-films
- 2005: Russische Frauen tragen gern kurze Röcke
- 2005: Weggang
- 2006: Hotel Eclipse
- 2008: Absurdistan
- 2008: Easy Tiger
- 2009: Mensch Kotschie
- 2016: Marija
- 2019: Kaviar
- 2019: Das freiwillige Jahr
- 2020: Klassenkampf
- 2023: Geschlechterkampf – Das Ende des Patriarchats (auch Co-Autorin)
- 2024: Die Einsamkeit der Großstädter*innen (auch Co-Autorin)

### Fernsehen
- 2004: Gram (Kurzfilm)
- 2005: Rotlicht
- 2005: Die letzte Schlacht
- 2005: Die Rosenheim-Cops (Folge Die zerbrochene Feder)
- 2005: Otjesd (Kurzfilm)
- 2005: Der Grenzer und das Mädchen
- 2006: Tango apasionado (Kurzfilm)
- 2006: SOKO Donau (Folge Katyas Geheimnis)
- 2007: Bella Block: Weiße Nächte
- 2008: Die Gerichtsmedizinerin (Folge Ein Häuflein Asche)
- 2008: Die Anwälte (Folge Die kleinen Dinge)
- 2008: Tatort: Unbestechlich
- 2008: Easy Tiger (Kurzfilm)
- 2009: Tatort: Das Mädchen Galina
- 2009: Polizeiruf 110: Schweineleben
- 2009: Hand in Hand
- 2009: Ein Fall für zwei (Folge Skorpion im dritten Haus)
- 2009: Der Kriminalist (Folge Die vierte Gewalt)
- 2011: Flemming (Folge Das Haus meines Lebens)
- 2011: Wechselbalg (Kurzfilm, Animationsfilm, Sprechrolle)
- 2011: Die Stein (Folge Jetzt oder nie)
- 2012: Polizeiruf 110: Fieber
- 2014: Der Schmetterlingsjäger – 37 Karteikarten zu Nabokov
- 2015: Polizeiruf 110: Ikarus
- 2018: In aller Freundschaft – Die jungen Ärzte (Folge Auferstanden)
- 2018: The Heart Alone is Empty (Kurzfilm)
- 2019: Der Usedom-Krimi (Folge Geisterschiff)
- 2019: SCHULD nach Ferdinand von Schirach (Folge Der kleine Mann)
- 2021: Tina mobil
- 2024: Tatort: Unter Gärtnern
- 2024: Love Sucks (Fernsehserie)

## Theater
- 2002: Richard II. (Bat Studiotheater)
- 2002: Podpolje (Schloss Neuhardenberg), Regie: Martin Wuttke, Paul Plamper
- 2002: Der Idiot (Volksbühne Berlin), Regie: Frank Castorf
- 2007: Taktimpuls (BAT), Regie: Kathleen
- 2008: Berlin Alexanderplatz (Volksbühne Berlin), Regie: Frank Castorf
- 2009: Medea (Volksbühne Berlin), Regie: Frank Castorf
- 2010: Lehrstück (Volksbühne Berlin), Regie: Frank Castorf
- 2010: Der Kaufmann von Berlin (Volksbühne Berlin), Regie: Frank Castorf
- 2010: Nach Moskau (Volksbühne Berlin), Regie: Frank Castorf
- 2010: Soldaten (Volksbühne Berlin), Regie: Frank Castorf
- 2011: Der Spieler (Volksbühne Berlin), Regie: Frank Castorf
- 2011: Besuch der alten Dame (Luzerner Theater)
- 2012: Der eingebildete Kranke (Volksbühne Berlin), Regie: Martin Wuttke
- 2012: Die Patriotin (Volksbühne Berlin), Regie: Gero Troike
- 2012: Der Geizige (Volksbühne Berlin), Regie: Frank Castorf
- 2014: Kaputt (Volksbühne Berlin), Regie: Frank Castorf
- 2014: Ach, Volk, du obermieses (Volksbühne Berlin), Regie: Jürgen Kuttner
- 2016: Exodus (Volksbühne Berlin), Regie: Sebastian Klink
- 2017: Ein schwaches Herz (Volksbühne Berlin), Regie: Frank Castorf
- 2018: Verräter - Die letzten Tage (Maxim-Gorki-Theater), Regie: Falk Richter
- 2018: Der fröhliche Weinberg – eine Volksauktion (Literarisches Colloquium Berlin e. V.), Regie: Christian Filips
- 2018: Außer sich (Maxim-Gorki-Theater), Regie: Sebastian Nübling
- 2018: Die Maßnahme (Meyerhold-Zentrum Moskau), Regie: Fabiane Kemmann
- 2018: Des Menschen Unterhaltsprozess gegen Gott (Volksbühne Berlin), Regie: Christian Filips
- 2023: Die Monosau.Regie: K.U.N.S.T. Volksbühne Berlin.
- 2023: Invasive Werbekampagne K.U.N.S.T. ClaudeHilde. Volksbühne am Rosa-Luxemburg Platz. Berlin.
- 2023: Artist at Work, soziale Skulptur von ClaudeHilde a.k.a Margarita Breitkreiz & julia Thurnau, Volksbühne am Rosa-Luxemburg Platz.

## Hörspiele
- 2005: Jean-Claude Izzo: Die Sonne der Sterbenden (produziert vom WDR, Regie: Claudia Johanna Leist)
- 2006: Dirk Josczok: Kommissarin Nusser Teil 5: Leichte Beute (produziert vom WDR, Regie: Burkhard Ax)
- 2008: Christoph Prochnow: Todesphantasie (produziert von Deutschlandfunk Kultur, Regie: Bärbel Jarchow-Frey)
- 2008: Peter Steinbach: Vaterland Teil 3: Die Goldsteins (produziert vom WDR, Regie: Claudia Johanna Leist)
- 2009: Matthias Kapohl: Cyberchonder (produziert vom WDR, Regie: Matthias Kapohl)
- 2010: Felicia Zeller: Gespräche mit Astronauten (produziert vom NDR, Regie: Antje Vowinckel)
- 2011: Karl-Heinz Bölling: Irgendein Briefträger (produziert von Deutschlandfunk Kultur, Regie: Heike Tauch)
- 2013: E. M. Cioran: Vom Nachteil, geboren zu sein (produziert vom SWR, Regie: Kai Grehn)
- 2013: Lorenz Schröter: Das Herz ist ein Vollidiot (produziert vom WDR, Regie: Thomas Wolfertz)
- 2016: Dunja Arnaszus: Der Richtige (produziert vom MDR, Regie: Dunja Arnaszus)
- 2016: Martin Heindel: Small Wonders – An oral history of World War III (produziert vom hr, Regie: Martin Heindel)
- 2017: Giuseppe Maio: „Der Drehung entgegen“ – Wie Franz Erhard Walther aus dem Bild ausstieg (produziert vom Deutschlandfunk Kultur, Regie: Giuseppe Maio)
- 2018: Dunja Arnaszus: Menschentiere (produziert vom rbb, Regie: Dunja Arnaszus)
- 2018: Dunja Arnaszus: Efeu (produziert vom MDR, Regie: Dunja Arnaszus)
- 2019: Christopher Isherwood: Leb wohl, Berlin (produziert vom hr, Regie: Leonhard Koppelmann)
- 2019: Tom Peuckert: ARD Radio-Tatort: Psychotrop (produziert vom rbb, Regie: Kai Grehn)
- 2020: Tom Peuckert: ARD Radio-Tatort: Die Liebesinsel (produziert vom rbb, Regie: Kai Grehn)
- 2021: Tom Peuckert: ARD Radio-Tatort: Sonntag (produziert vom rbb, Regie: Kai Grehn)
- 2022: Tom Peuckert: ARD Radio-Tatort: Freiheit (produziert vom rbb, Regie: Kai Grehn)
- 2023: Tom Peuckert: ARD Radio-Tatort: Gift (produziert vom rbb, Regie: Kai Grehn)
- 2024: Tom Peuckert: ARD Radio-Tatort: Tough (produziert vom rbb, Regie: Kai Grehn)